# Isaac Promise
Pour les articles homonymes, voir Promise.
Isaac Promise, né le 2 décembre 1987 à Kaduna au Nigeria et mort le 2 octobre 2019 à Austin au Texas, est un footballeur nigérian. Il effectue la majorité de sa carrière en Turquie.

## Biographie

### Carrière en clubs
En tant que jeune joueur prometteur, Isaac Promise participe à des essais avec le club nigérian de deuxième division, Grays International. Attirant l'attention de plusieurs grands clubs de football européens, il a participé aux essais avec Manchester United aux côtés de John Obi Mikel, mais les essais ont été infructueux. Après avoir été lié à la formation néerlandaise du Feyenoord Rotterdam, il signe  finalement pour le club turc de Gençlerbirligi, évoluant en Süper Lig, première division du championnat de Turquie, dans le cadre d’un contrat de trois ans conclu en août 2005.
Lors de la saison 2006-2007 de ce championnat, Isaac Promise inscrit 12 buts, cinquième meilleur buteur en championnat. Il a plus que doublé le nombre total de ses buts pour Gençlerbirliği. Le 15 juillet 2008, Isaac signe  un contrat de quatre ans avec Trabzonspor. Avec ce club, il marque deux buts en 26 matches. En raison de sa performance moyenne, il est prêté à Manisaspor pour un an. Isaac joue 27 matchs et marque six buts. À l'été 2010, Manisaspor lui offre un contrat. Il marque 11 buts en 30 matches avec son club de Manisaspor. Celui-ci, relégué en deuxième division, Isaac Promise signe un contrat de trois ans avec Antalyaspor.
En  février 2015, il a signé un contrat de six mois avec Balıkesirspor.
En  août 2018, le club  d'Aaustin Blod, qui doit faire ses débuts en USL Championship en 2019, organisé par l'United Soccer Leagues, annonce son arrivée pour la saison 2019.
Isaac Promise est mort le 2 octobre 2019 à l'âge de 31 ans.

### Carrière en sélections
Isaac Promise est nommé capitaine de l'équipe nigériane des moins de 23 ans pour les Jeux olympiques de 2008 en Chine. Le 13 août 2008, au Centre olympique de Tianjin à Tianjin, Isaac marqu le premier but du Nigéria contre les États-Unis à l'issue de la phase préliminaire. Le Nigéria a ensuite remporté le match par 2 à 1.
Le Nigeria termine en tête du groupe B, battant également le Japon et faisant match nul avec les Pays-Bas. Ils battent la Côte d’Ivoire et la Belgique, avant de perdre face à l’Argentine sur le score de 1-0 lors de la finale, remportant ainsi la médaille d’argent.
En Janvier 2005, le Nigéria survole la compétition de la CAN des moins de vingt ans au Bénin et se hisse en finale face à l’Egypte.  Dans cette compétition Isaac Promise remporte le trophée avec sa sélection.

## Palmarès
- 2003 : membre des Golden Eagles lors de la Coupe du monde de football des moins de 17 ans en Finlande, où le Nigeria a été éliminé en quart de finale.
- 2005 : capitaine des Super Eagles pendant la Coupe d'Afrique des nations junior que le Nigeria a gagné. Il fut élu joueur de cette Coupe d'Afrique des nations junior.
- 2008 :  médaille d'argent aux JO de Pékin 2008.